# Rhinopalpa fulva
Rhinopalpa fulva är en fjärilsart som beskrevs av Felder 1860. Rhinopalpa fulva ingår i släktet Rhinopalpa och familjen praktfjärilar. Inga underarter finns listade.